# Aire d'attraction de Genève - Annemasse (partie française)
L'aire d'attraction de Genève - Annemasse (partie française) est un zonage d'étude défini par l'Insee pour caractériser l’influence de Genève sur les communes françaises environnantes. Publiée en octobre 2020, elle se substitue à l'aire urbaine de Genève - Annemasse (partie française), qui comportait 114 communes dans le zonage de 2010.

## Définition
L'aire d'attraction d'une ville est composée d’un pôle, défini à partir de critères de population et d’emploi ainsi que d’une couronne constituée des communes dont au moins 15 % des actifs travaillent dans le pôle. Le pôle d’attraction constitue ainsi un point de convergence des déplacements domicile-travail,.

## Géographie
L’aire d'attraction de Genève - Annemasse (partie française) est une aire inter-départementale qui comporte 158 communes : 33 situées dans l'Ain et 125 dans la Haute-Savoie.
La ville de Genève, entourée du canton de Genève, se situe au centre de cette aire d'attraction, mais n'en fait pas officiellement partie car étant en Suisse. Le Grand Genève est l'agglomération transfrontalière correspondant à cette aire d'attraction.

### Composition communale
| Catégorie                  | Département  | Communes | Communes |
| Catégorie                  | Département  | Nombre   | Libellé |
| -------------------------- | ------------ | -------- | --- |
| Communes du pôle principal | Haute-Savoie | 4        | Ambilly, Annemasse, Gaillard, Ville-la-Grand |
| Communes de la couronne    | Ain          | 33       | Billiat, Cessy, Challex, Chanay, Chevry, Collonges, Confort, Crozet, Divonne-les-Bains, Échenevex, Farges, Ferney-Voltaire, Gex, Grilly, Injoux-Génissiat, Léaz, Surjoux-Lhopital, Mijoux, Montanges, Ornex, Péron, Pougny, Prévessin-Moëns, Saint-Genis-Pouilly, Saint-Jean-de-Gonville, Sauverny, Ségny, Sergy, Thoiry, Valserhône, Versonnex, Vesancy, Villes |
| Communes de la couronne    | Haute-Savoie | 121      | Allinges, Allonzier-la-Caille, Amancy, Andilly, Anthy-sur-Léman, Arbusigny, Archamps, Arenthon, Arthaz-Pont-Notre-Dame, Ayse, Ballaison, Bassy, Beaumont, Boëge, Bogève, Bonne, Bonneville, Bons-en-Chablais, Bossey, Brenthonne, Brizon, Burdignin, Cercier, Cernex, Cervens, Challonges, La Chapelle-Rambaud, Chaumont, Chavannaz, Chêne-en-Semine, Chênex, Chens-sur-Léman, Chessenaz, Chevrier, Clarafond-Arcine, Clermont, Collonges-sous-Salève, Contamine-Sarzin, Contamine-sur-Arve, Copponex, Cornier, Cranves-Sales, Cruseilles, Desingy, Dingy-en-Vuache, Douvaine, Draillant, Droisy, Éloise, Etaux, Étrembières, Excenevex, Faucigny, Feigères, Fessy, Fillinges, Franclens, Frangy, Habère-Lullin, Habère-Poche, Jonzier-Épagny, Juvigny, Loisin, Lucinges, Lullin, Lully, Machilly, Marcellaz, Margencel, Marlioz, Massongy, Mégevette, Menthonnex-en-Bornes, Messery, Mieussy, Minzier, Monnetier-Mornex, La Muraz, Musièges, Nangy, Nernier, Neydens, Onnion, Peillonnex, Perrignier, Pers-Jussy, Présilly, Reignier-Ésery, La Roche-sur-Foron, Saint-André-de-Boëge, Saint-Blaise, Saint-Cergues, Saint-Germain-sur-Rhône, Saint-Jean-de-Tholome, Saint-Jeoire, Saint-Julien-en-Genevois, Saint-Laurent, Saint-Pierre-en-Faucigny, Saint-Sixt, Le Sappey, Savigny, Saxel, Scientrier, Sciez, La Tour, Usinens, Valleiry, Vanzy, Veigy-Foncenex, Vers, Vétraz-Monthoux, Villard, Ville-en-Sallaz, Villy-le-Bouveret, Villy-le-Pelloux, Viry, Viuz-en-Sallaz, Vougy, Vovray-en-Bornes, Vulbens, Yvoire |

## Démographie
Cette aire d’attraction regroupait 451 912 habitants en 2022, en forte croissance.
Cela la catégorise dans les aires de 200 000 à moins de 700 000 habitants, une catégorie qui regroupe 23,6 % de la population au niveau national,.